# Resultados do Carnaval de São Paulo em 1974
Esta página contém os resultados do Carnaval de São Paulo em 1974.

## Escolas de samba

### Grupo 1
Classificação
| Legenda: Campeã Rebaixada/Desclassificada |

| Col. | Escola                    | Enredo                                       | Pontos |
| ---- | ------------------------- | -------------------------------------------- | ------ |
| 1    | Camisa Verde e Branco     | Uma Certa Nega Fulô                          | 92,0   |
| 2    | Vai-Vai                   | Samba, Frevo e Maracatu                      | 92,0   |
| 3    | Mocidade Alegre           | Gamboa de Cima - Genaro de Carvalho          | 92,0   |
| 4    | Nenê de Vila Matilde      | Samba, Carnaval e Flores                     | 77,0   |
| 5    | Império do Cambuci        | Maracatu, Festa, Glória e Alegria de um Povo | 76,0   |
| 6    | Unidos do Peruche         | Quatro Festas do Folclore Brasileiro         | 76,0   |
| 7    | Morro da Casa Verde       | Redenção                                     | 62,0   |
| 8    | Cabeções de Vila Prudente | Mar Sem Horizonte                            | 41,0   |
| 9    | Acadêmicos do Tatuapé     | O Negro na Formação do Brasil                | 23,0   |
| --   | Imperador do Ipiranga     |                                              | --     |

### Grupo 2
Classificação
| Legenda: Promovida |

| Col. | Escola                      | Enredo                                            | Pontos |
| ---- | --------------------------- | ------------------------------------------------- | ------ |
| 1    | Rosas de Ouro               | Canta e Conta os Quatro Cantos do Brasil          | 78,0   |
| 2    | Paulistano da Glória        | Praça da Sé, Sua Lenda, Seu Passado, Seu Presente | 76,0   |
| 3    | Lavapés                     | Carmem Miranda, a Grande Pequena                  | 68,0   |
| 4    | Unidos de Vila Maria        | Lendas Marinhas                                   | 66,0   |
| 5    | Príncipe Negro              | Brasil, Ontem, Hoje e Sempre                      | 61,0   |
| 6    | Fio de Ouro                 | Morada de Chico Rei e Chica da Silva              | 58,0   |
| 7    | Acadêmicos do Peruche       | Zequinha de Abreu                                 | 51,0   |
| 8    | Falcão do Morro Itaquerense | Negra Efigênia, A Paixão do Senhor Branco         | 50,0   |
| 9    | Acadêmicos do Ipiranga      | O Patriarca dos Republicanos                      | 45,0   |
| 10   | Flor de Maio                | Brasil de Pedro a Pedro                           | 37,0   |

### Grupo 3
Classificação
| Legenda: Promovida Desclassificada |

| Col. | Escola                           | Enredo                                       | Pontos |
| ---- | -------------------------------- | -------------------------------------------- | ------ |
| 1    | Pérola Negra                     | O Mundo Alegre de Piollin                    | 67,0   |
| 2    | Tom Maior                        | Sonho de Um Poeta - Chão de Estrelas         | 46,0   |
| 3    | Primeira de Vila Carolina        | Faria Lima - Vida e Glória de um Imortal     |        |
| 4    | Garotos da Chácara Santo Antonio | Bahia e Suas Tradições                       |        |
| 5    | Corujas de Vila Esperança        | O Rio São Francisco                          |        |
| 6    | Estrela Brilhante                | Libertação dos Escravos                      |        |
| 7    | Plenário de Santo Amaro          | Exaltação ao Poder Legislativo               |        |
| 8    | Nenê de Vila Ede                 | Mundo do Carnaval                            |        |
| 9    | Primeira de Santo Estevão        | Viva o Rei do Brasil                         |        |
| --   | Folha Azul dos Marujos           | O Almirante Negro - João Cândido             |        |
| --   | Flor da Vila Dalila              | Cana Caiana                                  |        |
| --   | Campos Elísios                   | Sonho de Liberdade                           |        |
| --   | Brasil da Cachoeirinha           | Viagem ao Mundo Encantado da Yara do Jaraguá |        |